# Улуюл
Улуюл (Улу-Юл) — река в Томской области России, правый приток Чулыма.
Улуюл начинается в Тегульдетском районе Томской области, течёт сначала на юго-запад, а потом поворачивает на запад, впадает в Чулым в его нижнем течении на территории Первомайского района.
Длина реки — 411 км, площадь бассейна — 8450 км². Среднегодовой расход воды — в 70 км от устья равен 47,2 м³/сек. Питание смешанное, с преобладанием снегового. Замерзает во 2-й половине октября — 1-й половине ноября, вскрывается во 2-й половине апреля — 1-й половине мая.
Населённые пункты на реке: Килинка в верхнем течении, Захарково, Аргат-Юл и Улу-Юл — в нижнем, возле устья — Усть-Юл. Около  посёлка Улу-Юл, примерно в 20 км от устья, реку пересекают железнодорожный и автомобильный мосты.

## Притоки
(расстояние от устья)

(указана длина притоков > 50 км)
- 16 км: Илиндук (пр)
- 64 км: Угольная (лв)
- 71 км: Аргатъюл (пр) (65 км)
- 71 км: Двойной (лв)
- 89 км: Ириюл (пр)
- 90 км: река без названия (лв)
- 107 км: Крутобереговая (лв)
- 120 км: Чебак (лв) (58 км)
- Рыбалка (пр)
- 128 км: Боровка (пр)
- 133 км: Синька (лв)
- 139 км: Начальничевская (лв)
- 162 км: Ломовка (пр)
- 187 км: Проюл (лв)
- 195 км: Дорофеевка (лв)
- 201 км: Чуйка (пр)
- 236 км: Соболевка (Верхняя Соболевка) (лв)

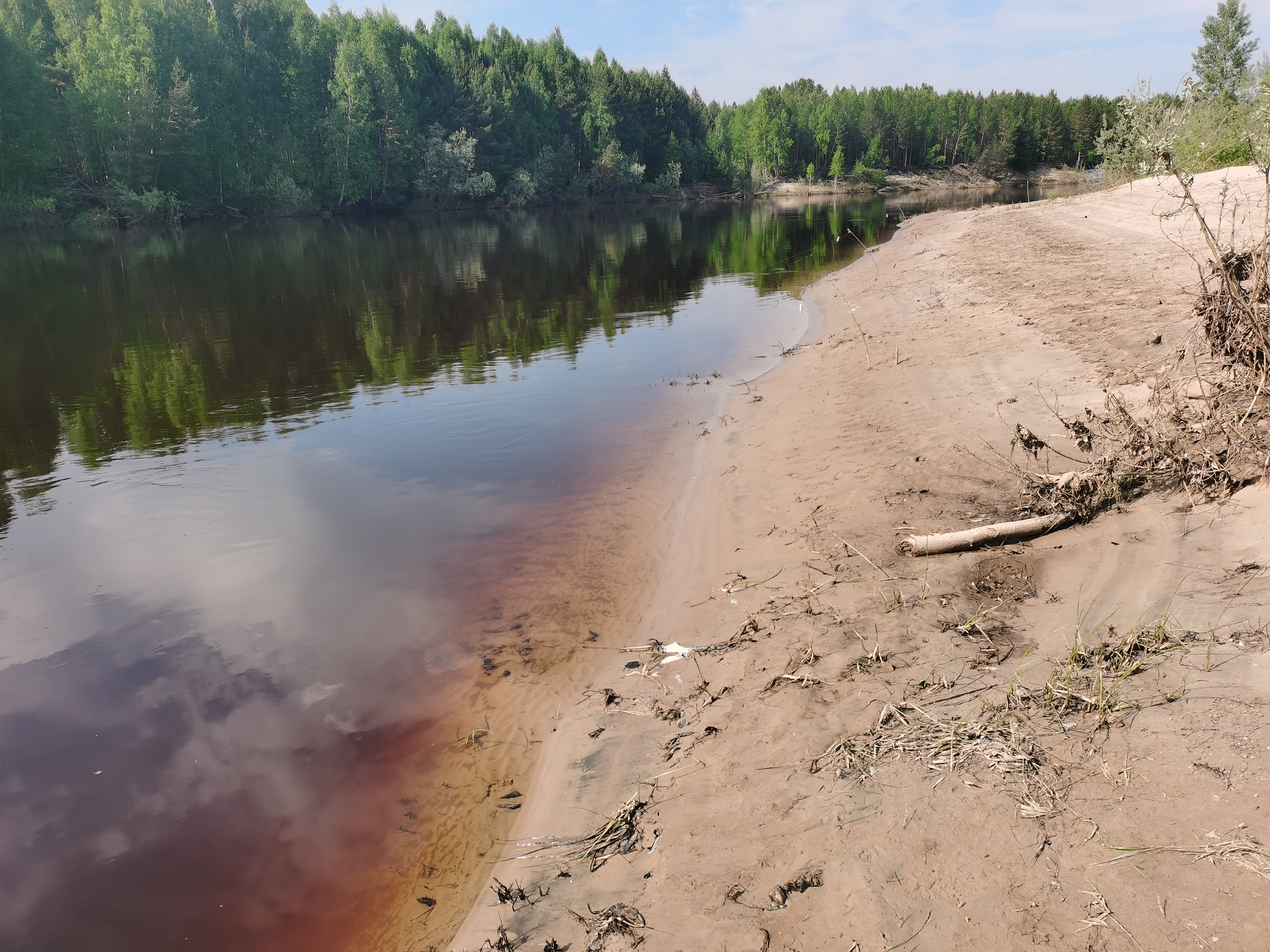
Пляж напротив посёлка Аргат-Юл

- 257 км: река без названия (пр)
- 271 км: Чёрная (лв) (56 км)
- 295 км: Агафоновка (лв)
- 324 км: Малый Юл (лв)
- 376 км: Юлчек (лв)
- 379 км: Малиновка (лв)
- 386 км: Березовка (лв)

## Данные водного реестра
По данным государственного водного реестра России относится к Верхнеобскому бассейновому округу, водохозяйственный участок реки — Обь от впадения реки Чулым до впадения реки Кеть, речной подбассейн реки — Чулым. Речной бассейн реки — (Верхняя) Обь до впадения Иртыша.